# Aus dem Tagebuch eines Uber-Fahrers
Aus dem Tagebuch eines Uber-Fahrers ist eine deutsche Dramedyserie des Video-on-Demand-Anbieters Joyn mit Kostja Ullmann in der Hauptrolle. Sie handelt von dem Leben des werdenden Vaters Ben, der für den Fahrservice Uber in Hamburg als Fahrer unterwegs ist und dabei besondere Situationen erlebt. Die Serie ist eine Adaption der australischen Fernsehserie Diary of an Uber Driver, die erstmals im August 2019 veröffentlicht wurde.
Die Erstveröffentlichung fand am 28. Mai 2020 bei Joyns kostenpflichtigen Subscription-Video-on-Demand-Angebot Joyn Plus+ statt.

## Inhalt
Die Serie zeigt den Uber-Fahrer Ben und seine Fahrten in Hamburg mit den verschiedensten Gästen, die unterschiedliche Verhaltensweisen aufzeigen und Geschichten über sich erzählen. Er reagiert auf diese und bringt sich dadurch in besondere Situationen. Des Weiteren bereitet Ben sich auf die bevorstehende ungeplante Vaterschaft vor, wobei die Mutter seines Kindes Nadja keine Unterstützung haben möchte.

## Besetzung

### Haupt- und Nebenrollen
Schauspieler, die eine wiederkehrende Haupt- und Nebenrolle spielen.
| Rolle         | Darsteller/in           | Bemerkung                        | Folgen |
| ------------- | ----------------------- | -------------------------------- | ------ |
| Ben Hoffmann  | Kostja Ullmann          | Uber-Fahrer, werdender Vater     | 1–     |
| Nadja Jakubec | Claudia Eisinger        | One-Night-Stand, werdende Mutter | 1–     |
| Kerstin       | Marie Hacke             | Freundin von Nadja               | 2–4, 6 |
| Kai           | Timur Bartels           | Bruder von Nadja                 | 3, 6   |
| Jan           | Bernd-Christian Althoff | Freund von Kerstin               | 4, 6   |

### Episodenrollen
Schauspieler, die in einer Folge eine Haupt- oder Nebenrolle spielen.
| Rolle                | Darsteller/in            | Bemerkung                              | Folge |
| -------------------- | ------------------------ | -------------------------------------- | ----- |
| Johanna              | Catrin Striebeck         | Fahrgast                               | 1     |
| Mohammed „Mo“ Nasser | Edin Hasanović           | Fahrgast, Ex-Kleinkrimineller          | 1     |
| Karl Harding         | Peter Franke             | Fahrgast, seniler Rentner              | 1     |
| Emma                 | Luisa-Céline Gaffron     | Fahrgast                               | 1     |
| Lisa Pfeiffer        | Bettina Stucky           | Fahrgast, Pflegerin von Karl Harding   | 1     |
| Sherry               | Hanife Sylejmani         | Barkeeperin                            | 1     |
| Julia                | Susanne Wolff            | Fahrgast, Krebserkrankte               | 2     |
| Christian            | Fahri Yardım             | Fahrgast, Ehemann von Emily            | 2     |
| Emily                | Pheline Roggan           | Fahrgast, Ehefrau von Christian        | 2     |
| Thessa               | Lisa Hagmeister          | Housekeeping-Kundin                    | 2     |
| Lydia                | Imke Büchel              | Ärztin von Julia                       | 2     |
|                      | Lars Nagel               | Taxifahrer                             | 2     |
| Michael              | Hans Löw                 | Fahrgast, Architekt                    | 3     |
| Anne                 | Monika Lennartz          | Nachbarin von Michael                  | 3     |
| Fen                  | Jing Xiang               | "Drogendealerin"                       | 3     |
|                      | Jiahui Zhang             | "Drogendealer"                         | 3     |
|                      | Klaus Kozirowski-Ahrens  | Nachbar von Michael                    | 3     |
| Alex                 | Yung Ngo                 | Fahrgast, Freund von Gregor            | 4     |
| Gregor               | Alexej Lochmann          | Freund von Alex                        | 4     |
| Jasmin               | Ines Marie Westernströer | Ex-Freundin von Sarah                  | 4     |
| Sarah                | Abak Safaei-Rad          | Fahrgast, Ex-Freundin von Jasmin       | 4     |
| Herbert              | Lars Rudolph             | Fahrgast, "Der Steuerberater"          | 5     |
| Ebo                  | Ibrahima Sanogo          | Taxifahrer                             | 5     |
| Aida                 | Karmela Shako            | Freundin von Ebo                       | 5     |
| Kiano                | Gotta Depri              | Mitbewohner von Ebo                    | 5     |
|                      | Özgür Karadeniz          | Geschäftsmann, Taxi-Fahrgast           | 5     |
| Felicitas            | Anne Zander              | Taxi-Fahrgast                          | 5     |
| Elisa                | Oana Solomon             | Fahrgast                               | 5     |
| Diego                | José Barros              | Unfallbeteiligter                      | 5     |
| Hannes               | Julian Greis             | Fahrgast, Vater von Hannes             | 5     |
| Ronya                | Charlotte Banholzer      | Fahrgast, Tochter von Hannes           | 5     |
| Emilia               | Lisa Marie Trense        | Fahrgast, Freundin von Ronya           | 5     |
| Boris                | Sebastian Schwarz        | Fahrgast, Club-Bekanntschaft von Elias | 6     |
| Lisa                 | Marie Löcker             | Fahrgast                               | 6     |
| Bart                 | Eike Weinreich           | Fahrgast                               | 6     |
| Elias                | Aaron Hilmer             | Fahrgast, Club-Bekanntschaft von Boris | 6     |
| Franziska            | Soma Pysall              | Fahrgast, gute Freundin von Elias      | 6     |
| Jessica              | Katharina Behrens        | Prostituierte                          | 6     |
| Didi                 | Eddy Kante               | Zuhälter                               | 6     |

## Episodenliste
| Nr. (ges.)                                                                     | Nr. (St.) | Originaltitel         | Regie          | Drehbuch      |
| ------------------------------------------------------------------------------ | --------- | --------------------- | -------------- | ------------- |
| 1                                                                              | 1         | Bist du Ben?          | Julian Pörksen | Georg Lippert |
| 2                                                                              | 2         | Neues Fahrtziel?      | Julian Pörksen | Georg Lippert |
| 3                                                                              | 3         | Inklusionstinder      | Julian Pörksen | Georg Lippert |
| 4                                                                              | 4         | Gib mir mein Herz     | Julian Pörksen | Georg Lippert |
| 5                                                                              | 5         | Du hast keine Ahnung! | Julian Pörksen | Georg Lippert |
| 6                                                                              | 6         | White Russian         | Julian Pörksen | Georg Lippert |
| Am 28. Mai 2020 wurden alle Folgen gleichzeitig bei Joyn Plus+ veröffentlicht. |           |                       |                |               |

## Rezeption
Der Quotenmeter.de-Medienjournalist Sidney Schering nahm die Serie positiv auf. Sie sei eine sehenswerte Streamingserie für zwischendrin oder zum entspannten Tagesausklang, in der gehaltvolle Geschichten mit rotem Faden vorhanden sind. Zudem überzeuge vor allem die Besetzung aus den Haupt- und Episodenrollen. Aus dem Tagebuch eines Uber-Fahrers sei eine weitere melancholisch angehauchte Comedyserie bei Joyn, zu der auch Check Check oder Mapa zählen. Schering bewertet die Serie zusammenfassend mit 85 Prozent und wünscht eine weitere Staffel. Julian Weinberger ist ebenfalls der Meinung, dass trotz der nachdenklichen Akzente die Serie eine charmant inszenierte Comedy sei. Vor allem positiv rezipiert er die gelungenen Running Gags sowie die Vielzahl an prominenten Gastauftritten.